# Horoya Athlétique Club
O Horoya Athlétique Club é um clube de futebol de Guiné, da cidade de Conacri. Suas cores são vermelho e branco.
O clube foi fundado em 1975 tendo sua melhor época nos anos 80 e 90 com diversos títulos nacionais.

## Títulos
| CONTINENTAIS | CONTINENTAIS                   | CONTINENTAIS | CONTINENTAIS |
|              | Competição                     | Títulos      | Temporadas |
| ------------ | ------------------------------ | ------------ | --- |
|              | Recopa Africana                | 1            | 1978. |
| NACIONAIS    |                                |              | |
|              | Competição                     | Títulos      | Temporadas |
| Guiné        | Campeonato Guineano de Futebol | 21           | 1986, 1988, 1989, 1990, 1991, 1992, 1994, 2000, 2001, 2011, 2012, 2013, 2014-15,2015-16, 2016-17, 2017-18, 2018-19, 2019/20, 2020/21, 2021/22, 2024/25. |
| Guiné        | Copa de Guine                  | 8            | 1989, 1994, 1995, 1999, 2013, 2014, 2016, 2018. |